# Station Rouessé-Vassé
Station Rouessé-Vassé is een spoorwegstation in de Franse gemeente Rouessé-Vassé.